# پولسا دنورا
پولسا دنورا (آرامی یهودی بابلی: פולסי דנורא، ت. «pulsē di-nurā» به معنی "شلاق‌های آتش") یک مراسم ظاهراً باستانی کابالیستی است که در آن از فرشتگان ویرانگر برای جلوگیری از بخشش آسمانی گناهان فرد مورد نظر دعوت می‌شود و ظاهراً باعث می‌شود که همه نفرین‌های نام‌شده در کتاب مقدس بر آن فرد وارد شود و منجر به مرگ او شود. این مورد یکی از مباحث برانگیز دربارهٔ چندین شخصیت سیاسی معاصر است؛ چراکه گفته می‌شود یوسف دایان علیه یتزچاک رابین قبل از ترور وی از این مراسم استفاده کرده است.
تاریخی بودن این مراسم زیر سؤال رفته است. در مجله حریدی میشپاچا، داو شوارتز از دانشگاه برایلان و موشه یهودا بلاو چهره سرشناس حریدی، استدلال کردند که این مراسم هیچ مبنایی در یهودیت سنتی ندارد و در واقع از اواسط قرن بیستم سرچشمه می‌گیرد.

## ریشه‌شناسی
پولسا، جمع: پولسه، اسم آرامی است که از کلمه لاتین پولسوس به معنی «ضربه، سکته» مشتق شده است. نورا یک اسم آرامی به معنای «آتش» است.

## سرچشمه
عبارت پولسا دنورا در چندین داستان در ادبیات کلاسیک خاخام (البته نه به معنای نفرین عرفانی، بلکه به معنی ضربه آتش) آمده است:
- گناهکار بی‌قراری به خاخام آکیوا گفت که فرشتگان او را با چوبی از آتش به سزای گناهانش می‌زنند. خاخام آکیوا پسر گناهکار را پیدا کرد و او را تربیت و هدایت کرد و اینگونه به دلیل شایستگی آن پسر، پدر در امان ماند.[۲]
- خداوند فرشته متاترون را به دلیل گمراه کردن الیشا بن ابویا با پولسا دنورا مجازات کرد.[۳]
- خداوند فرشته جبرئیل را به دلیل عدم حساسیت کافی برای مخفف کردن گزارش خود در مورد نقش او در تخریب اورشلیم، با پولسا دنورا مجازات کرد.[۴]
- الیاس به دلیل افشای یک راز بهشتی برای بشریت در بهشت با پولسا دنورا مجازات شد.[۵]
- راوا گفت که اگر لوی بن سیسی زنده بود، خاخام دیگری را که عقیده او را نادرست معرفی کرده بود، با پولسا دنورا تنبیه می‌کرد.[۶]
- این اصطلاح یک بار در زوهر ذکر شده است که در آن به عنوان مجازاتی آسمانی برای شخصی که به وظایف دینی خود عمل نمی‌کند توصیف شده است.[۷]

برخی از پیروان کابالا ایده نفرین علیه یک گناهکار را توسعه دادند وکه آن را پولسا دنورا نامیدند. منبع این آیین مدرن را در کابالا نمی‌توان یافت، بلکه در میان کتاب‌های راهنمای جادویی عبری دوران باستان، مانند سفر حرازیم و شمشیر موسی، یافت می‌شود.